# جائزة نوبل للسلام 2005

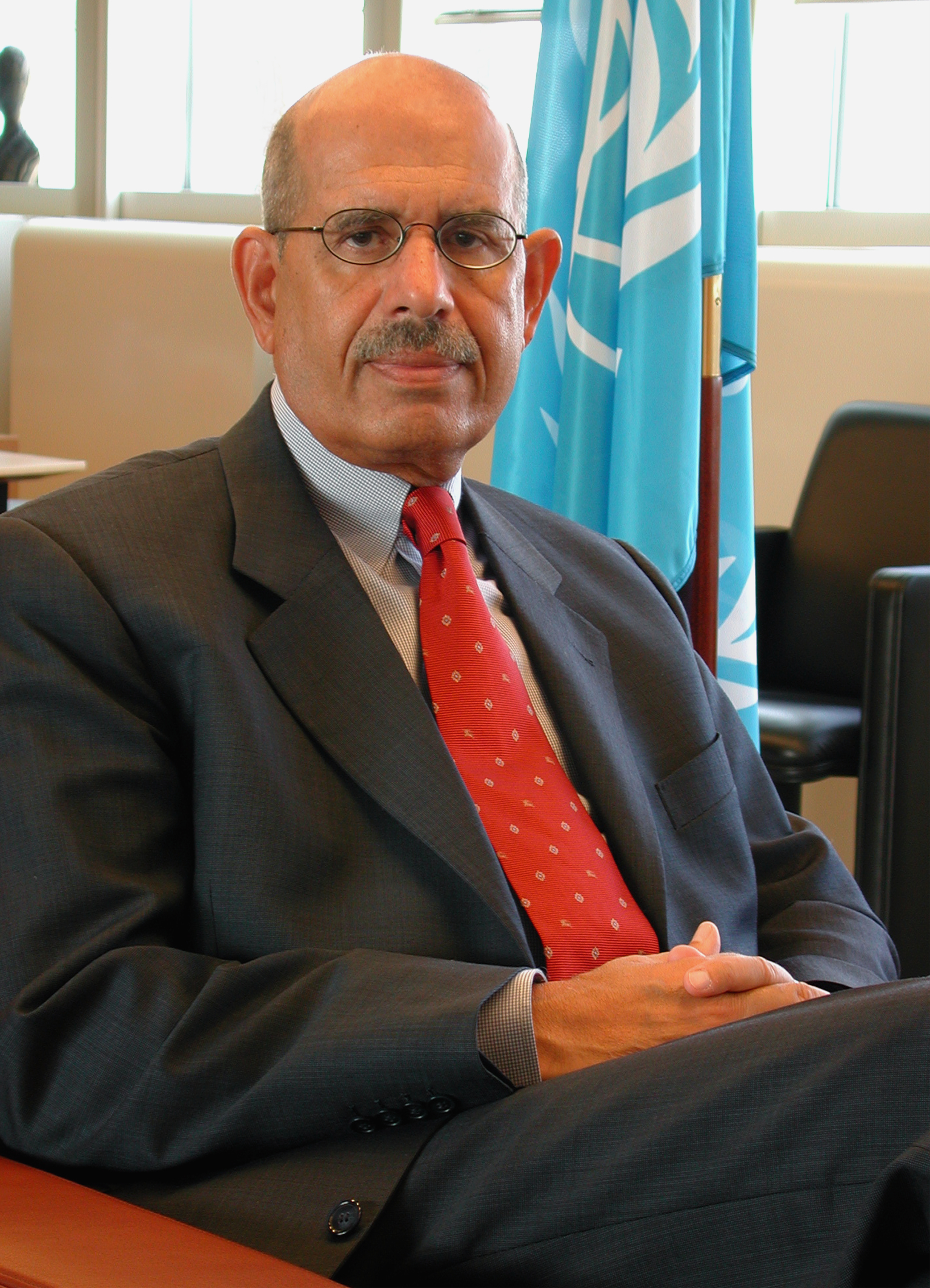
محمد البرادعي

مُنحت جائزة نوبل للسلام 2005 لمدير الوكالة الدولية للطاقة الذرية محمد البرادعي تقديرًا لجهودهِ الرامية إلى منع استخدام الطاقة النووية للأغراض العسكرية والتأكد من استخدام الطاقة النووية للأغراض السلمية فقط.

## نظرة عامة
ذكرَ الأمين العام للأمم المتحدة كوفي عنان أنّه سعيد لذهاب جائزة نوبل للسلام لرئيسِ الوكالة الدولية للطاقة الذرية محمد البرادعي كما هنّأ الأمين العام جميع موظفي الوكالة السابقين والحاليين على مساهمتهم الفعّالة في حفظ السلام العالمي.
في خطابه بعد تتويجه بالجائزة؛ قالَ البرادعي إنّ هدف الوكالة هو منع الأسلحة النووية منَ الانتشار وتتبع كل هذا النوع من الأسلحة في جميعِ الأسواق حتى لا تسقطَ في أيدٍ خاطئة. في ذات الحوار؛ اقترحَ البرادعي التركيز على ضمان عدم وصول المواد الإشعاعيّة للجماعات المتطرفة كما طالبَ بتشديد الرقابة على عمليات إنتاج المواد النووية التي يمكن استخدامها في الأسلحة فضلًا عن تسريع الجهود الرامية إلى نزع السلاح. ذكرَ الدكتور البرادعي أيضًا أن 1% فقط من الأموال التي تُنفق على تطوير أسلحة جديدة من شأنها أن تكون كافية لتغذية العالم بأسره ثمّ أضاف: «إذا كنا نأمل في الهروب من التدمير الذاتي فينبغي علينا منع انتشار مثل هذه النوعية من الأسلحة الفتّاكة.»